# Psathonísi (ö i Grekland)
Psathonísi är en ö i Grekland.   Den ligger i regionen Sydegeiska öarna, i den sydöstra delen av landet, 120 km sydost om huvudstaden Aten.